# Viminacium

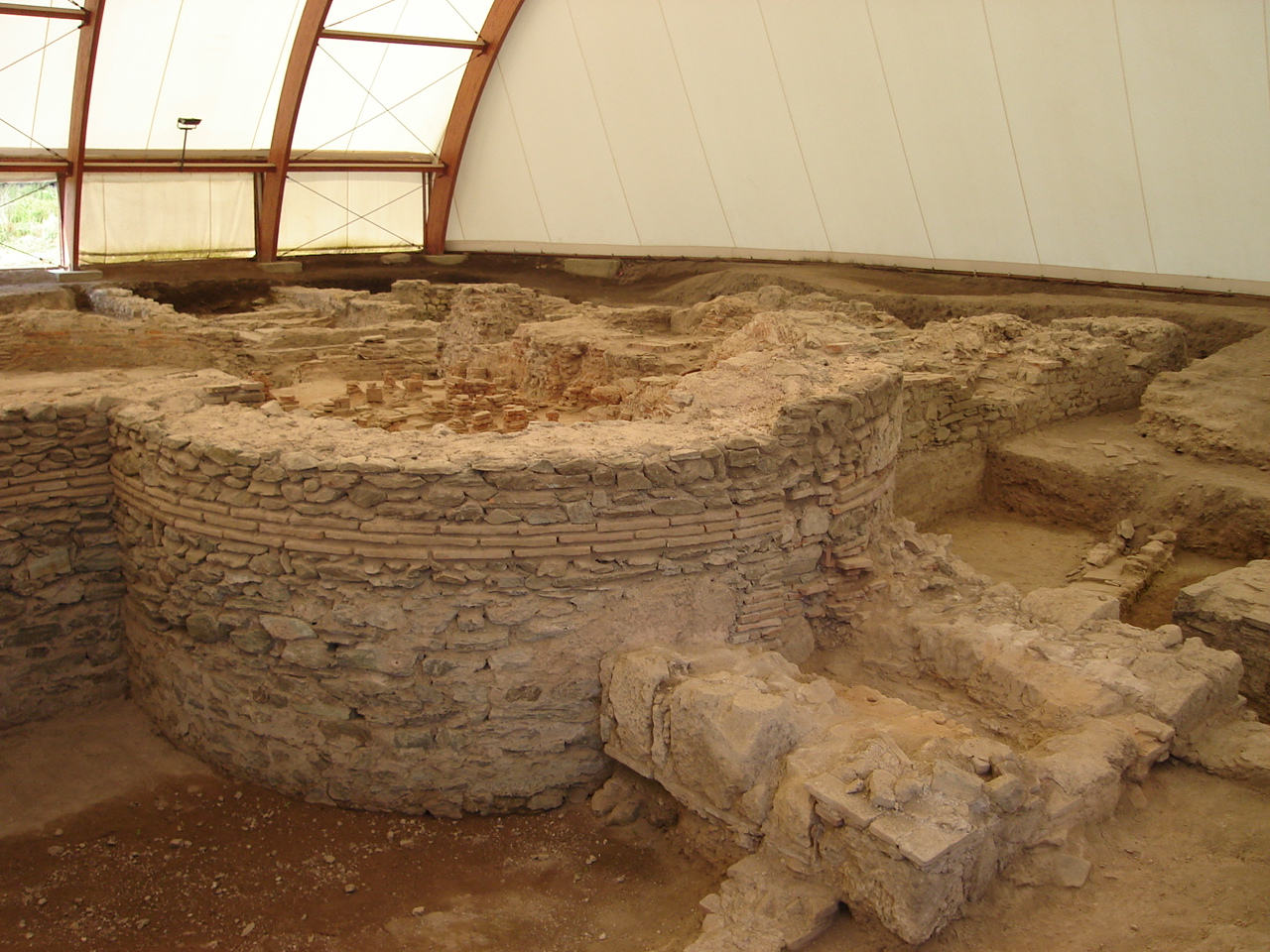
Lämningar vid Viminacium

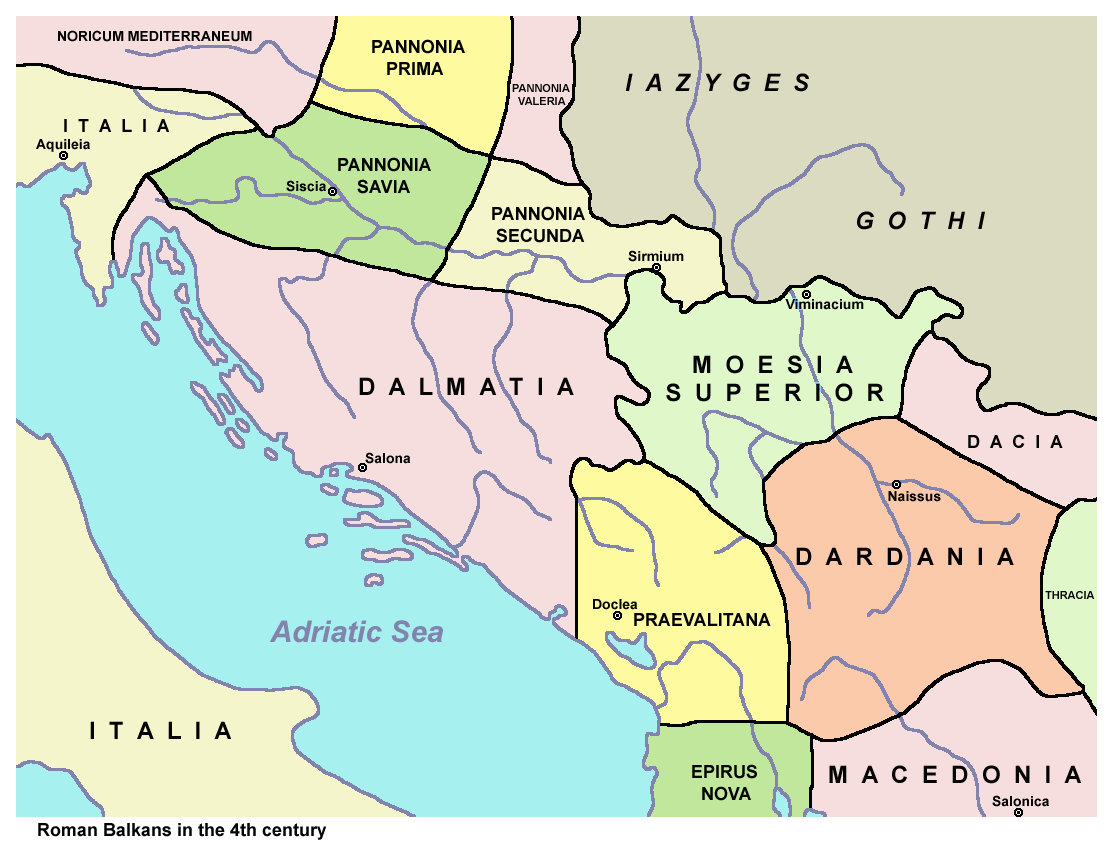
Viminacium på 300-talet

Viminacium var en provinshuvudstad och militär befästning i den romerska provinsen Moesia (dagens Serbien), och dessutom huvudstad i Moesia Superior. Staden grundades kring vår tideräknings början och den arkeologiska platsen upptar en yta om totalt 450 hektar och innehåller arkeologiska lämningar av tempel, gator, torg, amfiteatrar, palats, trav och romerska bad. Den ligger på den romerska vägen Via Militaris en väg som började i Singidunum (dagens Belgrad) och slutade i Konstantinopel (dagens Istanbul).

## Övrigt
År 2009 hittades ett 1,5 miljoner år gammalt mammutskelett vid den arkeologiska platsen i Viminacium.